# 殺人ブルドーザー
『殺人ブルドーザー』（さつじんブルドーザー、en:Killdozer!）は、1974年のテレビ映画。
SFホラー映画。1944年のシオドア・スタージョンの小説『殺人ブルドーザー』を原作としている。同年マーベル・コミックの『ワールド・アンノン』 #6（1974年4月）に殺人ブルドーザーが登場した。放映当初は酷評されていたが現在はカルト映画になっている。

## キャスト
| 役名       | 俳優                         | 日本語吹替                    |
| 役名       | 俳優                         | NETテレビ版                   |
| ---------- | ---------------------------- | ----------------------------- |
| ケリー     | クリント・ウォーカー         | 小林修                        |
| デニス     | カール・ベッツ               | 納谷悟朗                      |
| ダッチ     | ジェームズ・ウェインライト   | 大塚周夫                      |
| チャブ     | ネヴィル・ブランド           | 高城淳一                      |
| ベルトラン | ジェームズ・A・ワトソン・Jr. | 内海賢二                      |
| マック     | ロバート・ユーリック         | 中田浩二                      |
|            |                              |                               |
| 演出       |                              |                               |
| 翻訳       |                              |                               |
| 効果       |                              |                               |
| 調整       |                              |                               |
| 制作       | 制作                         | グロービジョン                |
| 解説       | 解説                         | 児玉清                        |
| 初回放送   | 初回放送                     | 1976年1月3日 『土曜映画劇場』 |